# Anita Doth
Anita Doth, född 28 december 1971 i Amsterdam, Nederländerna, är en sångerska som är mest känd för sin medverkan i gruppen 2 Unlimited.